# Nuno Moreira
Nuno Gonçalo Rocha Moreira (Espinho, 16 de junho de 1999) é um futebolista português que atua como ponta e meio-campista. Atualmente, joga pelo Vasco da Gama.

## Carreira

### Sporting CP

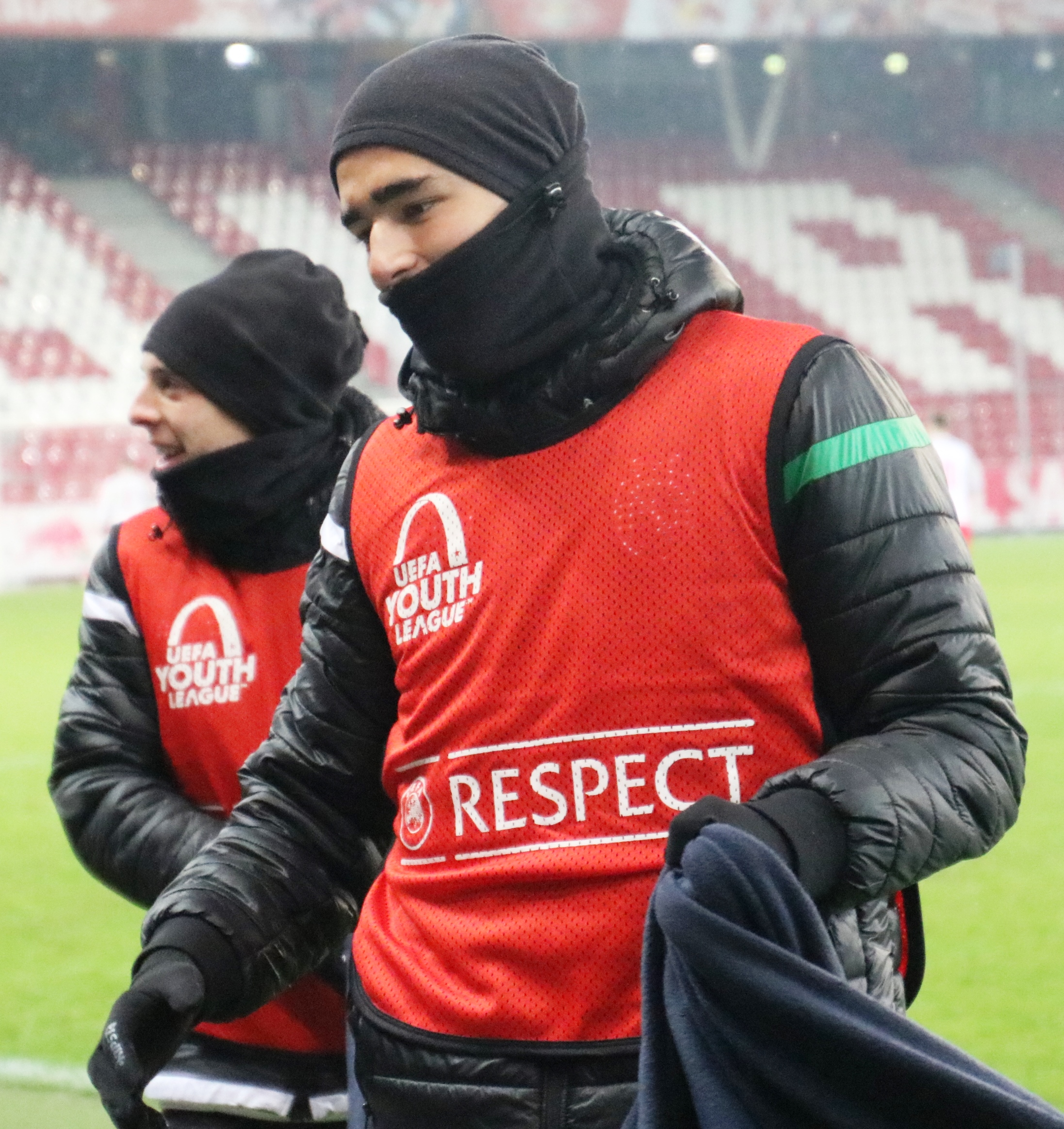
Nuno (em segundo plano) e João Silva em jogo da Liga Jovem da UEFA.

Nascido em Espinho, no distrito de Aveiro, Nuno Moreira passou toda a sua formação no Sporting, em Lisboa. Ele fez sua estreia como profissional pela equipe sub-23 do clube e, posteriormente, jogou pelo time reserva.
Nuno defendera as equipes de base desde 2007, quando chegou no clube aos 8 anos. No ano de 2016, conseguiu conquistar um troféu do Campeonato Nacional de Juniores B com o Sub-17. Na temporada seguinte, rumou ao Sub-19 e vencera o Campeonato Nacional de Juniores A.
Enquanto ainda defendia a equipe de base do Sporting, Nuno tivera a oportunidade de participar duas vezes da Liga Jovem da UEFA. Em 2016, fizera sua estreia ainda na fase de grupos entrando na reta final do jogo diante o Real Madrid e conseguiu contribuir com uma assistência que deu um empate de 1–1 na partida. No jogo seguinte, foi novamente suplente. Ao entrar, pôde fazer seu único gol naquela edição de competição contra o Legia Varsóvia em um novo empate.
Após um insucesso precoce, já que foram eliminados ainda na fase de grupos, o português retornou à competição no ano seguinte, mas só participou dos últimos três jogos. Após uma estreia discreta contra o Olympiacos , o jogador retornou aos gramados na partida seguinte contra o Barcelona, de Riqui Puig, e entrou na metade do segundo tempo para dar uma assistência que garantiu um empate por 1–1 com tento de Rafael Leão no último minuto da segunda etapa. Os portugueses, contudo, foram eliminados na fase seguinte para o Red Bull Salzburg.
Pelo Sporting Sub-23, Nuno tivera uma grande partida de destaque na Liga Revelação no dia 22 de fevereiro de 2020. Enfrentando o Benfica, o atacante viu os Encarnados marcarem duas vezes, e, no decorrer do segundo tempo, marcou um doblete que deixou o placar em igualdade. Antes do apito final, Tomás Silva garantiu a virada do clube verde e Nuno comemorou a vitória no Dérbi de Lisboa.
Moreira marcou seu primeiro gol pelo Sporting B em 25 de outubro de 2020, fechando a vitória por 4 a 1 sobre o B-SAD B na terceira divisão.
Após seus 14 anos nos times de base do Sporting, o jogador não conseguiria ter oportunidades na equipe principal, na época comandada por Ruben Amorim. Assim, o clube optou por liberar o atleta após uma boa participação no esquadrão B, já que tinha participado de 25 partidas, tendo marcado seis tentos.

### Vizela
Em 19 de junho de 2021, Moreira assinou um contrato de três anos com o Vizela, com o Sporting mantendo 50% dos direitos do jogador. O clube tinha recém conquistado o acesso à Primeira Liga e era comandado por Álvaro Pacheco. Além dele, seu colega de equipe, Tomás Silva, também rumou à mesma equipe.
Ele fez sua estreia como profissional em 24 de julho, sendo substituído no intervalo da derrota por 2 a 1 para o Estrela da Amadora, na primeira rodada da Taça da Liga. Sua primeira partida na Primeira Liga aconteceu em 6 de agosto, quando entrou no lugar do mesmo jogador que havia o substituído no jogo anterior, Francis Cann, na derrota por 3 a 0 para seu ex-clube, o Sporting.
Nuno Moreira marcou seu primeiro gol na primeira divisão em 30 de abril de 2022, na derrota por 4 a 2 contra o Porto, que se sagraria campeão naquela temporada.
Nuno continuou tendo participações discretas na equipe, marcando apenas mais dois gols nas próximas duas temporadas de Primeira Liga. Em ambas as vezes, o jogador estufou as redes na primeira rodada. Em 2022, estreou-se com um gol no Rio Ave, repetindo o ato no ano posterior em uma Lei do Ex contra o Sporting.
Em todo o período no clube, participou das campanhas da Taça da Liga e Taça de Portugal, onde também marcara dois tentos. Na primeira competição, no ano de 2023, conseguiu seu único gol diante o Marítimo. Em 2021, em jogo pela Copa, fizera o tento solitário na vitória simples diante o Sporting de Braga.
Após um primeiro momento irregular do Vizela na temporada 2023–24, o jogador foi cobiçado por outros times portugueses. Desse modo, antes do fim da época, deixou a equipe em janeiro de 2024. Ao todo, marcou presença em 86 partidas e fez cinco gols, dois na temporada em que foi vendido.

### Casa Pia
Em 30 de janeiro de 2024, Nuno Moreira assinou um contrato de dois anos e meio com o Casa Pia, também da primeira divisão.
Em sua primeira meia época na equipe, isto é, na segunda metade da Primeira Liga de 2023–24, o extremo fizera apenas dois tentos. O primeiro ocorreu na 30ª rodada da Liga, tendo empatado momentaneamente o placar após ele ser aberto por Galeno, jogador do Porto. Depois da derrota, Nuno comemorou seu segundo gol na partida de encerramento do Campeonato Português ao garantir a virada por 2–1 diante o Famalicão.
O seu grande destaque em Portugal ocorreu durante a primeira metade da época 2024–25. Nesse percurso, o atacante foi um exímio goleador,  estufando redes de equipes como o Moreirense, Braga e Benfica na Primeira Liga. Além disso, foi também peça essencial nos dois primeiros jogos da Taça de Portugal de 2024–25, pois estreou marcando um hat-trick diante o Amora antes de estufar as redes uma vez contra o Desportivo de Chaves. Na terceira partida, a única em que não esteve em campo, o Casa Pia foi eliminado pelo Rio Ave.
Com tais performances, que o deixaram com nove gols e seis assistências em sua primeira metade de época, Nuno voltou a ser cobiçado por outros times até ser negociado em definitivo para sair da Europa. Em 20 de fevereiro de 2025, no mesmo mês que havia vencido o prêmio de Melhor Jogador do Mês anterior da Primeira Liga, o atacante despediu-se do elenco português para sacramentar o acordo com sua próxima equipe.
O treinador do Casa Pia à época, João Pereira, lamentou a saída do jogador de destaque, mas parabenizou o clube por valorizar o atleta de tal forma que pudessem arrecadar 3,5 milhões de euros com a venda do atacante:
| “                                     | O talento ele tinha, e a consistência defensiva conseguiu ganhar também. Um jogador não se faz só do momento que tem a bola, faz-se também do momento sem a bola. Nuno Moreira evoluiu bastante. O Casa Pia também acaba por fazer um excelente trabalho do ponto de vista de valorização financeira do clube. Desportivamente gostaríamos de ficar até o fim da temporada com o Nuno Moreira. Mas, pelo excelente trabalho que fez, e os números comprovam isso, era o que estava faltando para ele. | ” |
| — João Pereira sobre a saída de Nuno. | |   |

### Vasco da Gama
No dia 25 de fevereiro de 2025, o Vasco da Gama anunciou a contratação de Nuno Moreira. O português assinou contrato até o fim de 2027 com opção de renovação por mais um ano. O cruzmaltino desembolsou de cerca de 3,5 milhões de euros (R$ 19,9 milhões) para contar com o atacante.
A contratação de Nuno ocorreu próxima a de Benjamín Garré e Loide Augusto, este último foi um angolano que foi seu colega de time quando ambos faziam as Categorias de Base pelo Sporting. Apesar disso, mesmo com o trio inscrito para o primeiro jogo da semifinal do Campeonato Carioca, o português foi o único a não entrar em campo na derrota de 1–0 diante o Flamengo.
Após isso, teve uma boa sequência em seus próximos dois jogos. Em seu primeiro, participou da vitória por 3–0 contra o Nova Iguaçu dando uma assistência para Rayan abrir o placar aos nove minutos na segunda Fase da Copa do Brasil. Depois, na partida de volta da semifinal do Estadual, fizera o primeiro gol do jogo na derrota por 2–1 contra os rubro-negros. Nuno tornou-se, com este tento, o primeiro jogador a fazer um gol no goleiro Rossi no Campeonato Carioca.
Futuramente, no dia 30 de março de 2025, Nuno tornou-se o primeiro jogador do Vasco a marcar um gol pelo Campeonato Brasileiro daquele ano. Na ocasião, empatou a partida em 1–1 contra o Santos após assistência de Pablo Vegetti. Após isso, o capitão argentino desempatou o jogo e o time carioca conquistou três pontos após marcar todos os gols de cabeça na mesma partida.

## Títulos

### Sporting
- Campeonato Nacional de Juniores B: 2015–16
- Campeonato Nacional de Juniores A: 2016–17

### Individual
- Jogador do Mês da Primeira Liga: janeiro de 2025